# Galicia Confidencial
Galicia Confidencial és un diari electrònic gallec en llengua gallega, fundat pel professor universitari Xurxo Salgado l'any 2003, en format blog. Dos articles acadèmics situen el naixement de Galicia Confidencial com a cibermitjà el 2009 a Santiago de Compostel·la. Al llarg de la seva història s'ha convertit en un dels diaris de referència en llengua pròpia, tal com demostra que és una de les pàgines web fundades a Galícia més visitades. L'any 2012 només els portals dels diaris La Voz de Galicia, Faro de Vigo i El Correo Gallego van rebre més visites, fet que també va esmentar un estudi de Xose López i Sara Alonso realitzat el 2012, i publicat el 2013, que quantificava en 50.000 les pàgines vistes per setmana i el convertia en el nadiu digital més visitat en aquell moment. Una correlació que es va mantenir el 2019 amb l'afegit de Diariomotor.
L'estudi de López i Alonso va analitzar la importància dels quatre mitjans gallecs amb relació a la seva activitat a les xarxes socials Twitter, Facebook i Youtube, i va mostrar un comportament diferenciat entre els tres mitjans en paper a Internet respecte al nadiu digital Galicia Confidencial, que publicava a les xarxes en els horaris de més intensitat d'ús d'Internet (vespre). El tipus d'informació publicada també era més de proximitat en el mitjà nadiu digital que els altres tres: més del 90% feia referència a informació estrictament gallega, comarcal o local, vers entre el 50 i el 67% dels altres.